# Gilbert Amy
Pour les articles homonymes, voir Amy.
Gilbert Amy est un compositeur, chef d'orchestre et pédagogue français né le 29 août 1936 à Paris, membre de l'Académie des beaux-arts.

## Biographie
D'origine anglaise par son père et bourguignonne par sa mère, il est d'abord tenté, alors qu'il est encore enfant, par l'architecture. Il est âgé de douze ans quand son père l'emmène à un concert qui sera pour lui une révélation, il en ressort impressionné. Mais il finit ses études secondaires avec un 1er prix général de philosophie avant d'opter pour des études musicales approfondies.
Entré au Conservatoire national de musique de Paris, il aura pour professeurs Simone Plé-Caussade, Henriette Puig-Roget, Darius Milhaud. Michel Fano va l'orienter dans la classe d'Olivier Messiaen avec lequel il travaillera deux ans. Il étudiera aussi le piano, en privé, avec Yvonne Loriod et l'orgue avec Rolande Falcinelli.
Ses goûts musicaux vont à Bartók, Stravinsky, puis l'École de Vienne. Il va un peu plus tard travailler avec Pierre Boulez à qui il a montré sa Sonate pour piano 1957/59) et étudier avec lui la direction d'orchestre. En 1958, Boulez lui commande une pièce, ce sera Mouvements pour 17 instruments, jouée la même année au  Domaine musical. Ses œuvres commencent à être exécutées dans tous les hauts lieux de la création musicale : Donaueschingen (Cantate brève pour soprano, flûte, marimba et vibraphone en 1957), Darmstadt (où il découvre Karlheinz Stockhausen, Bruno Maderna, Luigi Nono, Henri Pousseur) Venise, Royan, Berlin, Varsovie...En 1964, il séjourne à Berlin, dans le cadre de la Ford Foundation où il rencontrera de nombreux artistes, notamment peintres et sculpteurs mais aussi compositeurs et écrivains. En 1967, il prendra la direction des Concerts du Domaine musical jusqu'en 1974, date à laquelle l'ensemble cesse ses activités. En 1973, il est conseiller musical pour la radio à l'O.R.T.F.
Parallèlement, Gilbert Amy a mené une brillante carrière de chef d'orchestre, tant en France qu'à l'étranger, dirigeant un répertoire très différencié. Parmi les orchestres qu'il a dirigés, l'Orchestre de Paris, l'Orchestre national de France, l'Orchestre de l'Opéra de Paris, l'Orchestre symphonique de la BBC, l'Orchestre de la Radio de Hambourg, l'Orchestre symphonique de la Radiodiffusion bavaroise, l'Orchestre symphonique de Chicago, l'Orchestre de la Suisse romande, etc. En 1976, il fonde le nouvel Orchestre philharmonique de Radio France, dont il sera le premier chef d'orchestre et le directeur artistique jusqu'en 1981. Avec cette formation, il va donner de nombreux concerts, produire des enregistrements, et assurera plusieurs tournées en France et à l'étranger.
En 1982, il enseigne la composition et l'analyse musicale à l'Université Yale. Il a été directeur du Conservatoire national supérieur de musique de Lyon de 1984 à 2000, succédant à Pierre Cochereau.
Toutes ses activités et responsabilités de directeur et pédagogue n'ont pas empêché Gilbert Amy de composer régulièrement depuis presque 60 ans. Son catalogue est riche de pièces dans tous les genres, œuvres instrumentales, de chambre et pour ensembles, la voix et le texte y occupent une place de choix. Il n'en a pas pour autant délaissé la composition pour orchestre qui reste aussi au centre de sa réflexion sur le son et l’espace organisés, ce que nous montre Orchestrahl, composition des années 1980 pour grand orchestre, et l’une de ses œuvres les plus abouties de sa maturité.
Il est élu à l'Académie des Beaux-Arts le 6 mars 2013, au fauteuil de Serge Nigg, et reçu sous la Coupole le 15 octobre 2014 par François-Bernard Mâche. Il est délégué à la séance de rentrée des Cinq Académies du 28 octobre 2014.

## Distinctions

### Prix
- 1972 Grand Prix musical de la SACEM
- 1979 Grand Prix national de la musique,
- 1983 Grand Prix de la Sacem
- 1986 Grand Prix Musical de la Ville de Paris
- 1987 Prix du Disque de l'Académie Charles-Cros
- 1988 Prix de la Critique Musicale pour la Missa cum jubilo
- 2004 Prix Cino del Duca pour l'ensemble de son œuvre.

### Décorations
- Commandeur de l'ordre des Arts et des Lettres Il est promu au grade de commandeur le 9 juillet 2013[1].

## Œuvres (chronologie)

### Années 1950
- Œil de fumée, pour voix et piano, poèmes de Louis Parrot (1955-56)
- Variations pour flûte, clarinette, violoncelle et piano (1956)
- Œil de fumée pour soprano et orchestre, poèmes de Louis Parrot (1957)
- Cantate brève pour soprano, flûte, vibraphone et xylomarimba, sur quatre poèmes de Federico Garcia Lorca (1957)
- Mouvements pour dix-sept instruments (1958)
- Sonate pour piano (1957-59)

### Années 1960
- Épigrammes pour piano (1961)
- Inventions I et II pour quatre instrumentistes (1960-61)
- Diaphonies pour double ensemble de douze instruments (l'un pouvant être remplacé par une bande magnétique) (1962)
- Cahiers d'épigrammes pour piano (1964)
- Alpha-Beth pour sextuor à vent (1964)
- Expérimentations sonores pour le film (inachevé) L'Enfer de Henri-Georges Clouzot (1964)
- Cycle pour sextuor de percussions (1966)
- Strophe pour soprano et orchestre d'après un poème de René Char (1965-1967)
- Chant pour grand orchestre (1967-69)
- Trajectoires pour violon et orchestre (1968)
- Relais pour quintette de cuivres (1967-1969)

### Années 1970
- Cette Étoile enseigne à s'incliner pour chœur d'hommes, deux piano, ensemble instrumental et bande magnétique, sur la «Divine Comédie» de Dante (1970)
- Récitatif Air et Variation, pour 12 voix solistes (1970)
- Jeux et formes pour hautbois et ensemble instrumental (1971)
- Jeux  pour Hautbois (1971, réécrite pour saxophone soprano en 2011, créé par Claude Delangle[2])
- ...D'un Désastre obscur pour mezzo-soprano et clarinette en la (écrit en 1971 en hommage à Jean-Pierre Guézec[3])
- D'un Espace déployé pour soprano lyrique, deux pianos (obligés) et deux groupes d'orchestre (1972)
- Refrains pour orchestre (1972)
- Jeux pour un à quatre hautbois (1973)
- Sonata Pian'e Forte pour soprano, mezzo-soprano et douze instruments divisés en trois groupes (1974)
- Seven Sites pour cor solo et ensemble (1975)
- Echos XIII pour quatre solistes et ensemble (1976)
- Après…d'un désastre obscur pour mezzo-soprano et petit ensemble (1976)
- Trois Études pour flûte (1977)
- Sept Bagatelles pour orgue (1977)
- Adagio et stretto pour orchestre (1978-1980)
- Shin'Anim Sha'Ananim (1979), pour solistes et petit orchestre

### Années 1980
- Une Saison en enfer pour soprano, piano, percussion et bande magnétique (1980)
- Quasi Scherzando pour violoncelle (1981)
- Quasi une toccata pour guitare (1981)
- Missa cum jubilo pour quatuor vocal, chœur d'enfants ad libitum, chœur mixte et orchestre (1983)
- Écrits sur toiles pour récitant et petit ensemble, sur des lettres de Rainer Maria Rilke (1983)
- Trois Interludes pour violon et deux percussions (1984)
- D'Après «Écrits sur toiles» pour orchestre de chambre (1984)
- En Trio pour clarinette, violon et piano (écrit en 1985 pour le soixantième anniversaire de Pierre Boulez, créé par l'ensemble intercontemporain le 31 mars 1985 dans une première version et en 86 par les mêmes musiciens dans une version achevée[4])
- Orchestrahl pour grand orchestre (1986-89)
- La Variation ajoutée pour dix-sept instruments et bande magnétique (1984-1986)
- 5/16 pour flûte et accompagnement ad libitum d'une percussion en bois (1986)
- Posaunen étude pour quatre trombones (1987)
- Obliques I pour piano (1987)
- Obliques III pour piano (1989)
- Choros pour contre-ténor, ténor, baryton-basse, grand chœur mixte et orchestre (1989)
- Mémoire pour violoncelle et piano (1989)

### Années 1990
- Obliques II pour piano (1991)
- Symphonies pour cinq cuivres (1992)
- Quatuor à cordes no 1(1992)
- Le Temps du souffle (I) pour 2 clarinettes (ou 2 cors de basset) (créé à Paris en 1993[5], révisé en 1996)
- Le Temps du souffle (II) pour violon, saxophone (alto et ténor) et trombone (1993)
- Trois Inventions pour orgue, (1993-2001)
- Trio alto, pour clarinette (et basse), percussion, alto (1994)
- Le Temps du souffle II pour saxophone, trombone et violon (commande de l'Ensemble intercontemporain qui le crée en 1994[6])
- En-Harmonies pour harpe solo, (1995, dédiée à Marie-Claire Jamet et Fabrice Pierre[5])
- Brèves : Quatuor à cordes no 2 (1995)
- Trois Scènes pour orchestre (1996)
- La Stravinskienne, pour marimba solo (1996)
- Hai Ku, pour piano (1997-2005)
- Le Premier cercle, opéra en 4 actes d'après A. Soljenitsyne (1996-99)
- Concerto pour violoncelle et orchestre (1999-2000)

### Années 2000
- Mouvement pour cor et piano (2000)
- Le temps du souffle III pour cor principal et ensemble (2001)
- Étude-Variation pour piano (2001)
- Petit thème varié, pour 1 ou 2 violons (2002)
- 6 duos pour violons (2002)
- Adagio, pour violon et piano (2002)
- D'ombre et lumière, 4 pièces pour alto solo (2003)
- 4 Mélodies sur des poèmes de René Leynaud (2003-2004)
- D'ombre et lumière, version pour 2 altos (2004)
- Litanies pour Ronchamp, pour 8 voix, 2 chantres, quatuor à cordes et percussion (2005)
- Concerto pour piano et orchestre (2005/2006)
- L'espace du souffle pour orchestre (2007)
- Après Ein...Es Praeludium pour orchestre à cordes et 2 cors (2006)
- Cors et Cris pour ensemble et dispositif électro-acoustique (2011)